# Franklin, Nebraska
Franklin är administrativ huvudort i Franklin County i Nebraska. Orten har fått sitt namn efter Benjamin Franklin. Enligt 2010 års folkräkning hade Franklin 1 000 invånare.